# Bolanthus cherlerioides
Bolanthus cherlerioides là loài thực vật có hoa thuộc họ Cẩm chướng. Loài này được (Bornm.) Barkoudak mô tả khoa học đầu tiên năm 1962.